# Lucio Battisti
Lucio Battisti (Poggio Bustone, 5 maart 1943 – Milaan, 9 september 1998) was een Italiaans gitarist en singer-songwriter . Men beschouwt hem als een van de bekendste en meest invloedrijke muzikanten in de geschiedenis van de Italiaanse pop- en rockmuziek.
Battisti startte zijn carrière in 1964 als gitarist bij I Campioni. Tussen 1969 en 1994 bracht hij 18 albums uit in zijn thuisland. Een deel van zijn producties werden ook in het Spaans (diverse albums) en het Engels (1 album) uitgebracht. 
Battisti was de auteur van Il paradiso della vita, een lied dat hij in 1968 schreef voor de Italiaanse zanger Ambra Borelli. De song werd in 1969 ook opgenomen door Patty Bravo onder de titel Il paradiso. De song werd vertaald in het Engels en vervolgens opgenomen door Amen Corner onder de titel (If Paradise Is) Half as Nice. De Britse rockband behaalde met dit nummer zijn belangrijkste hitsucces in het thuisland: aan het begin van 1969 voerde het nummer twee weken lang de UK Singles Chart aan. 
Ook Balla Linda, in de herfst van 1968 door The Grass Roots onder de titel Bella Linda opgenomen, was door Battisti geschreven en werd een hit in de Verenigde Staten.
In 1998 overleed hij aan kanker op 55-jarige leeftijd in een Milanees ziekenhuis .
- Biblioteca Nacional de España: XX849624
- Bibliothèque nationale de France: cb13891233k (data)
- Gemeinsame Normdatei: 119499983
- International Standard Name Identifier: 0000 0001 1658 8679
- Library of Congress Control Number: n95122833
- MusicBrainz: c0c0de23-d9c1-4776-97e0-0c2529402622
- Nationale bibliotheek van Australië: 62172949
- Nationale en Universitaire bibliotheek Zagreb: 000064994
- Nederlandse Thesaurus van Auteursnamen: 071235043
- Istituto Centrale per il Catalogo Unico: RAVV052228
- Trove: 1844675
- Virtual International Authority File: 64190955
- WorldCat: E39PBJg8BpktVJtkWmK3rbKyBP